# Canton de Vannes-2
Le canton de Vannes-2 est une circonscription électorale française du département du Morbihan.

## Histoire
Un nouveau découpage territorial du Morbihan entre en vigueur à l'occasion des élections départementales de 2015. Il est défini par le décret du 21 février 2014, en application des lois du 17 mai 2013 (loi organique 2013-402 et loi 2013-403). Les conseillers départementaux sont, à compter de ces élections, élus au scrutin majoritaire binominal mixte. Les électeurs de chaque canton élisent au Conseil départemental, nouvelle appellation du Conseil général, deux membres de sexe différent, qui se présentent en binôme de candidats. Les conseillers départementaux sont élus pour 6 ans au scrutin binominal majoritaire à deux tours, l'accès au second tour nécessitant 12,5 % des inscrits au 1er tour. En outre la totalité des conseillers départementaux est renouvelée. Ce nouveau mode de scrutin nécessite un redécoupage des cantons dont le nombre est divisé par deux avec arrondi à l'unité impaire supérieure si ce nombre n'est pas entier impair, assorti de conditions de seuils minimaux. Dans le Morbihan, le nombre de cantons passe ainsi de 42 à 21.
Le canton de Vannes-2 est formé de communes des anciens cantons de Vannes-Ouest (6 communes), de Auray (2 communes) et de Grand-Champ (1 commune) et d'une fraction de la commune de Vannes. Lors de sa création, le territoire du canton s'affranchissait des limites d'arrondissements, avec 7 communes incluses dans l'arrondissement de Vannes et deux dans celui de Lorient. Depuis le redécoupage du 1er janvier 2017, l'ensemble du canton est intégré dans l'arrondissement de Vannes. Le bureau centralisateur est situé à Vannes.

## Représentation
| Période élective | Période élective | Mandat | Mandat   | Identité        | Nuance | Nuance | Qualité                                                                        |
| ---------------- | ---------------- | ------ | -------- | --------------- | ------ | ------ | ------------------------------------------------------------------------------ |
| 2015             | 2021             | 2015   | 2021     | Denis Bertholom |        | DVD    | Attaché commercial Maire de Larmor-Baden (depuis 2008)                         |
| 2015             | 2021             | 2015   | 2021     | Nadine Frémont  |        | DVD    | Consultante RH retraitée Adjointe au maire de Ploeren                          |
| 2021             | 2028             | 2021   | en cours | Denis Bertholom |        | DVD    | Attaché commercial Maire de Larmor-Baden (depuis 2008)                         |
| 2021             | 2028             | 2021   | en cours | Sophie Lebreton |        | DVD    | Cadre administratif et financier Maire par intérim de Plougoumelen (2019-2020) |

### Résultats détaillés

#### Élections de mars 2015
À l'issue du 1er tour des élections départementales de 2015, deux binômes sont en ballottage : Denis Bertholom et Nadine Fremont (Union de la Droite, 39,47 %) et Loïc Le Trionnaire et Dominique Pirio (Union de la Gauche, 30,12 %). Le taux de participation est de 53,38 % (16 180 votants sur 30 313 inscrits) contre 52,56 % au niveau départemental et 50,17 % au niveau national.
Au second tour, Denis Bertholom et Nadine Fremont (Union de la Droite) sont élus avec 57,03 % des suffrages exprimés et un taux de participation de 49,82 % (8 004 voix pour 15 100 votants et 30 312 inscrits).

#### Élections de juin 2021
Le premier tour des élections départementales de 2021 est marqué par un très faible taux de participation (33,26 % au niveau national). Dans le canton de Vannes-2, ce taux de participation est de 35,61 % (11 692 votants sur 32 838 inscrits) contre 34,81 % au niveau départemental. À l'issue de ce premier tour, deux binômes sont en ballottage : Denis Bertholom et Sophie Lebreton (DVD, 52,99 %) et Loïc Le Trionnaire et Élisabeth Toureau (DVG, 47,01 %).
Le second tour des élections est marqué une nouvelle fois par une abstention massive équivalente au premier tour. Les taux de participation sont de 34,36 % au niveau national, 36 % dans le département et 36,92 % dans le canton de Vannes-2. Denis Bertholom et Sophie Lebreton (DVD) sont élus avec 54,17 % des suffrages exprimés (6 242 voix pour 12 124 votants et 32 841 inscrits),,.

## Composition
| Nom                            | Code Insee | Intercommunalité                            | Superficie (km2) | Population (dernière pop. légale)                | Densité (hab./km2) | Modifier                                    |
| ------------------------------ | ---------- | ------------------------------------------- | ---------------- | ------------------------------------------------ | ------------------ | ------------------------------------------- |
| Vannes (bureau centralisateur) | 56260      | CA Golfe du Morbihan - Vannes Agglomération | 32,30            | Fraction : 10 572 (2022) Commune : 54 955 (2022) | 1 701              | modifier les données · modifier les données |
| Arradon                        | 56003      | CA Golfe du Morbihan - Vannes Agglomération | 18,49            | 5 820 (2022)                                     | 315                | modifier les données · modifier les données |
| Baden                          | 56008      | CA Golfe du Morbihan - Vannes Agglomération | 23,53            | 4 864 (2022)                                     | 207                | modifier les données · modifier les données |
| Le Bono                        | 56262      | CA Golfe du Morbihan - Vannes Agglomération | 5,96             | 2 594 (2022)                                     | 435                | modifier les données · modifier les données |
| Île-aux-Moines                 | 56087      | CA Golfe du Morbihan - Vannes Agglomération | 3,20             | 632 (2022)                                       | 198                | modifier les données · modifier les données |
| Île-d'Arz                      | 56088      | CA Golfe du Morbihan - Vannes Agglomération | 3,30             | 317 (2022)                                       | 96                 | modifier les données · modifier les données |
| Larmor-Baden                   | 56106      | CA Golfe du Morbihan - Vannes Agglomération | 3,93             | 891 (2022)                                       | 227                | modifier les données · modifier les données |
| Plescop                        | 56158      | CA Golfe du Morbihan - Vannes Agglomération | 23,35            | 6 200 (2022)                                     | 266                | modifier les données · modifier les données |
| Ploeren                        | 56164      | CA Golfe du Morbihan - Vannes Agglomération | 20,44            | 6 781 (2022)                                     | 332                | modifier les données · modifier les données |
| Plougoumelen                   | 56167      | CA Golfe du Morbihan - Vannes Agglomération | 21,30            | 2 599 (2022)                                     | 122                | modifier les données · modifier les données |
| Canton de Vannes-2             | 5620       |                                             |                  | 41 270 (2022)                                    |                    | modifier les données                        |

Le canton de Vannes-2 comprend :
1. neuf communes entières,
2. la partie de la commune de Vannes située à l'ouest d'une ligne définie par l'axe des voies et limites suivantes : depuis la limite territoriale de la commune d'Arradon, boulevard des Îles (route départementale 101), rue Jérôme-d'Arradon, rue Pasteur, rue Jeanne-d'Arc, rue Joseph-Sauveur, rue Albert-Ier, rue Victor-Basch, rue Henri-Dunant (résidences Henri-Dunant et François-Fromentin incluses), rue du Lieutenant-François-Fromentin, rue Hélène-Boucher, rue Louis-Martin-Chauffier (résidence Gwened-II incluse), rue Winston-Churchill, rue Gillot-de-Kerarden, rue Guillaume-Le Bartz, rue Michel-de-Montaigne, rue Winston-Churchill, chemin des Salines, jusqu'à la pointe des Émigrés.

## Démographie
En 2022, le canton comptait 41 270 habitants, en évolution de +5,82 % par rapport à 2016 (Morbihan : +3,82 %, France hors Mayotte : +2,11 %).
| 2013   | 2018   | 2022   |
| ------ | ------ | ------ |
| 38 512 | 39 426 | 41 270 |